# أسامينامي-كو (هيروشيما)
أسامينامي-كو هي مدينة تقع في محافظة هيروشيما، اليابان. تبلغ مساحة هذه المدينة 117.19 (كم²)، ويبلغ عدد سكانها 234,916 نسمة حسب إحصاء سنة 2012 م.

## أعلام
- إيزي ميازاكي
- كينجي ياماموتو